# 수잔 라니어

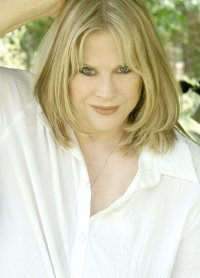

수전 러니어(Susan Lanier, 영어 발음: /ləˈnɪr/, 1947년 8월 1일 ~ )는 미국의 배우, 사진가이다.
댈러스에서 태어났다.

## 출연 작품

### 영화
- 공포의 휴가길 (1977)
- 마담 X (1981)
- 공포의 휴가길 2 (1985)

### 텔레비전
- Electra Woman and Dyna Girl (1976)
- So Little Time (2001)